# Krzysztof Bosak

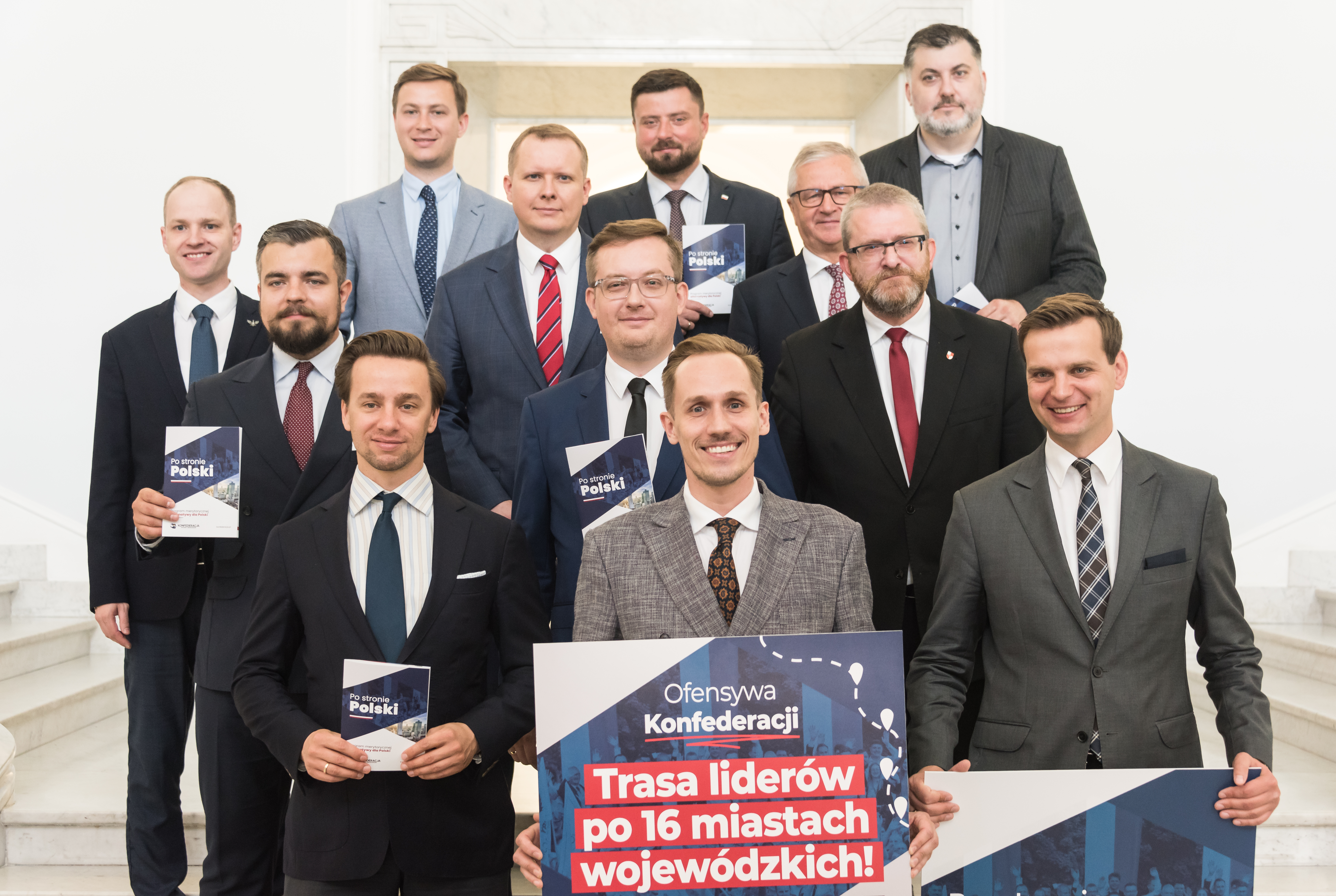
Krzysztof Bosak (pierwszy z lewej w dolnym rzędzie) i politycy Konfederacji (2022)

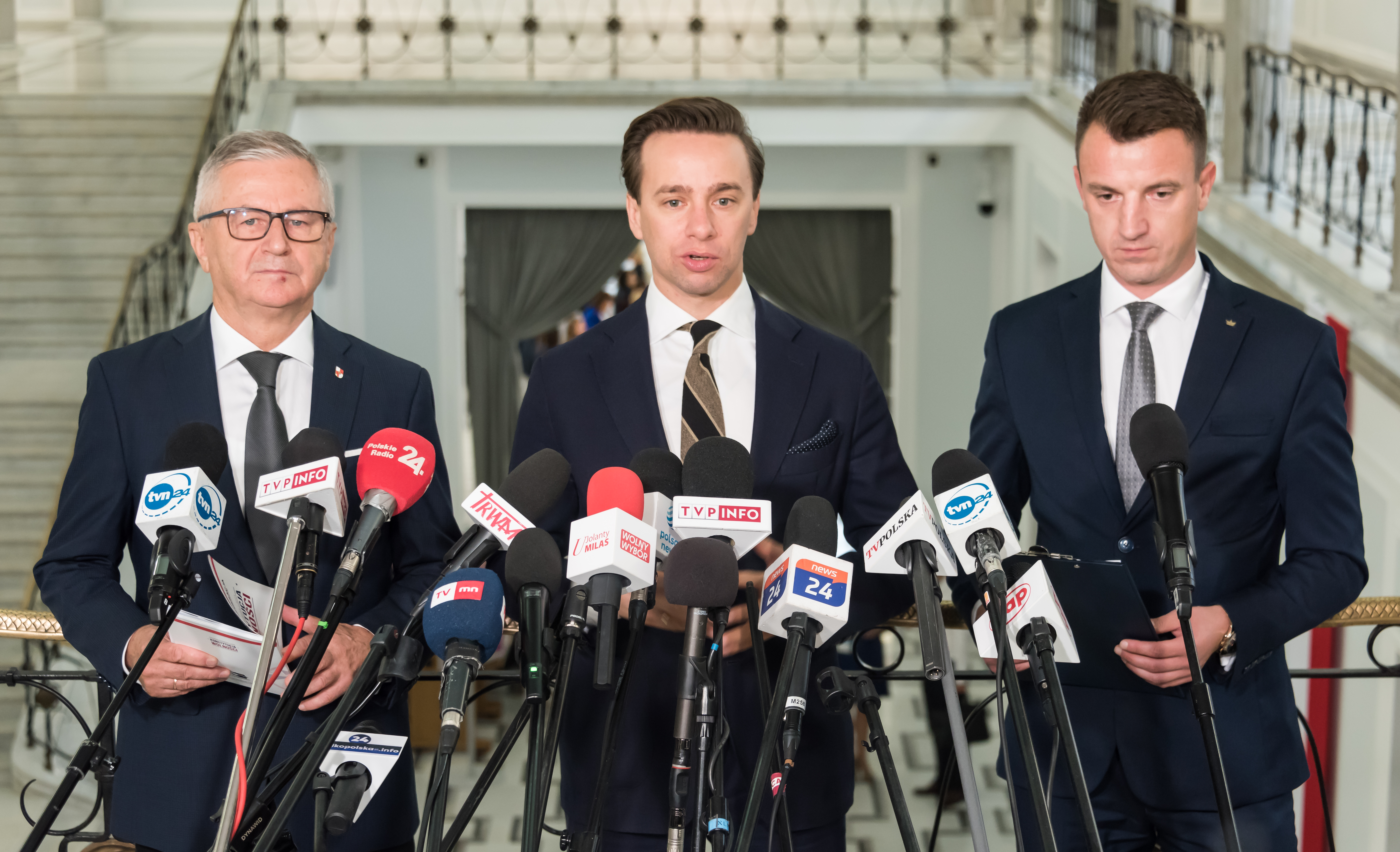
Krzysztof Bosak (w środku) z Włodzimierzem Skalikiem i Ryszardem Wilkiem podczas konferencji prasowej w Sejmie (2023)

Krzysztof Bosakⓘ (ur. 13 czerwca 1982 w Zielonej Górze) – polski polityk, w latach 2005–2006 prezes Młodzieży Wszechpolskiej, poseł na Sejm V, IX i X kadencji (2005–2007, od 2019), współzałożyciel i jeden z liderów Konfederacji Wolność i Niepodległość, prezes Ruchu Narodowego. Kandydat na urząd prezydenta RP w pierwszych i drugich wyborach w 2020, wicemarszałek Sejmu X kadencji.

## Życiorys

### Młodość i wykształcenie
Absolwent I Liceum Ogólnokształcącego w Zielonej Górze (2000). W młodości trenował akrobatykę sportową, następnie rozpoczął treningi windsurfingu. Był instruktorem żeglarskim. Działał w Związku Harcerstwa Polskiego.
W latach 2001–2004 studiował architekturę na Politechnice Wrocławskiej. Odbył kurs dziennikarski w Wyższej Szkole Kultury Społecznej i Medialnej w Toruniu. W latach 2004–2008 studiował zaocznie ekonomię w Szkole Głównej Handlowej w Warszawie. Studiował również zaocznie filozofię na prywatnej uczelni, a także kształcił się przez dwa semestry w Collegium Humanum. Żadnych z wymienionych studiów nie ukończył.

### Działalność publiczna

#### Działalność do 2019
W 2000 wstąpił do Młodzieży Wszechpolskiej we Wrocławiu, rok później zaczął działać w tej organizacji w województwie lubuskim, sprawując funkcję pełnomocnika, a w latach 2003–2004 prezesa okręgu. W 2002 był członkiem rady naczelnej MW, od lutego 2004 do kwietnia 2005 sekretarzem zarządu głównego, następnie do listopada 2005 rzecznikiem prasowym. 7 listopada 2005 objął stanowisko prezesa krajowego Młodzieży Wszechpolskiej, funkcję tę pełnił do 17 grudnia 2006.
W 2001 wstąpił do Ligi Polskich Rodzin. W wyborach samorządowych w 2002 bez powodzenia kandydował z jej ramienia do sejmiku lubuskiego.
Od 2004 do 2005 pracował jako asystent eurodeputowanego Macieja Giertycha. W wyborach parlamentarnych w 2005 uzyskał mandat poselski, kandydując z dziesiątego miejsca listy LPR w okręgu zielonogórskim i otrzymując 3764 głosy. W Sejmie V kadencji zasiadał w Komisji Edukacji, Nauki i Młodzieży oraz w Komisji Kultury i Środków Przekazu. Był również członkiem delegacji polskiego parlamentu do Zgromadzenia Parlamentarnego Rady Europy oraz wiceprzewodniczącym zespołu parlamentarnego Polska-Stany Zjednoczone i grupy bilateralnej Polska-Izrael. Sprawował też funkcję sekretarza Sejmu RP V kadencji.
W trakcie V kadencji Sejmu wystąpił w szóstej edycji programu rozrywkowego TVN Taniec z gwiazdami. W latach 2006–2010 był członkiem Rady Programowej TVP, a od 2007 do 2008 pełnił funkcję jej wiceprzewodniczącego.
W 2006 dołączył do rady politycznej LPR. Został powołany przez zarząd główny partii na pełnomocnika do spraw utworzenia Ruchu Młodych LPR. Objął także stanowisko prezesa wojewódzkiego partii w lubuskim. Bez powodzenia kandydował w przedterminowych wyborach parlamentarnych w 2007 (otrzymał 2704 głosy). W czerwcu 2008 zrezygnował z członkostwa w LPR, wycofując się także z polityki. Od 2008 do 2009 był redaktorem naczelnym serwisu internetowego Prawy.pl. W 2008 został prezesem Fundacji Europa Media, którą sam założył. W latach 2011–2012 był wicedyrektorem centrum analiz Fundacji Republikańskiej. Po odejściu z Fundacji Republikańskiej w grudniu 2012 włączył się w działalność Ruchu Narodowego. Na początku 2013 wszedł w skład rady decyzyjnej tej organizacji.
W wyborach do Parlamentu Europejskiego w 2014 otwierał listę RN w okręgu nr 4 (Warszawa I), zdobywając 9952 głosy (Ruch Narodowy nie osiągnął progu wyborczego). W tym samym roku kandydował na radnego Rady m.st. Warszawy, a także zdobył 1082 głosy (6,42%) w wyborach uzupełniających do Senatu w okręgu wyborczym nr 47. Został jednym z wiceprezesów powołanej następnie partii pod nazwą Ruch Narodowy. W marcu 2015 startował ze wspólnego komitetu wyborczego Ruchu Narodowego i Kongresu Nowej Prawicy na prezydenta Zielonej Góry, zajmując 3. miejsce spośród 6 kandydatów i otrzymując 1716 głosów (4,45%).
Był później współpracownikiem posła Roberta Winnickiego. W 2018 startował w wyborach samorządowych jako lider listy wyborczej Ruchu Narodowego do sejmiku mazowieckiego w okręgu wyborczym nr 7; otrzymał 1,29% głosów i nie uzyskał mandatu radnego.

#### Działalność od 2019
W 2019 został jednym z liderów koalicji pod nazwą Konfederacja KORWiN Braun Liroy Narodowcy, z ramienia której startował w tym samym roku w wyborach do Europarlamentu. Został też jednym z liderów powołanej w tym samym roku federacyjnej partii pod nazwą Konfederacja Wolność i Niepodległość. W wyborach parlamentarnych w tymże roku uzyskał z jej ramienia mandat poselski, kandydując w okręgu świętokrzyskim i otrzymując 22 158 głosów. 18 października 2019 został powołany na wiceprzewodniczącego i rzecznika prasowego nowo zarejestrowanego w Sejmie IX kadencji koła poselskiego Konfederacji.
Został następnie jednym z kandydatów w zorganizowanych przez tę partię prawyborach mających wyłonić jej kandydata w wyborach prezydenckich w 2020. 18 stycznia 2020 w trakcie zjazdu elektorów wygrał prawybory, uzyskując od swojego ugrupowania nominację na kandydata. Pod koniec marca 2020 Państwowa Komisja Wyborcza zarejestrowała jego kandydaturę. W czerwcu 2020 PKW ponownie zarejestrowała jego kandydaturę w powtórzonych wyborach w tymże miesiącu. W pierwszej turze głosowania otrzymał 1 317 380 głosów (6,78%), nie wszedł tym samym do drugiej tury wyborów. Nie udzielił poparcia żadnemu z kandydatów, którzy dostali się do drugiej tury. 14 grudnia 2022 został przewodniczącym koła poselskiego Konfederacji, a dwa miesiące później współprzewodniczącym rady liderów tego ugrupowania (wraz ze Sławomirem Mentzenem, prezesem Nowej Nadziei). W maju 2023, po rezygnacji Roberta Winnickiego, objął obowiązki prezesa Ruchu Narodowego.
W wyborach w 2023 z powodzeniem ubiegał się o poselską reelekcję w okręgu podlaskim, otrzymując 44 902 głosy. 13 listopada tego samego roku został wybrany na wicemarszałka Sejmu X kadencji. Kilka tygodni później posłowie Lewicy złożyli wniosek o jego odwołanie z tej funkcji. Zarzucili mu, że jako prowadzący obrady nie zareagował odpowiednio na wystąpienie Grzegorza Brauna z 12 grudnia 2023, które ten wygłosił wkrótce po tym, jak przy użyciu gaśnicy zgasił zapalone w budynku Sejmu świece chanukowe. 17 stycznia 2024 Sejm nie uwzględnił tego wniosku.
W kwietniu 2025 Stowarzyszenie „Nigdy Więcej” opublikowało raport na temat przejawów poparcia ze strony skrajnej prawicy dla rasistowskiego mordercy Janusza Walusia, który w 1993 w RPA zastrzelił Chrisa Haniego, jednego z liderów walki z apartheidem. Wśród publicznych wypowiedzi wyrażających aprobatę dla zabójcy odnotowano też słowa Bosaka, między innymi: „Janusz Waluś jest postacią, która przez dekady była otaczana szacunkiem w środowiskach prawicowych”. 14 czerwca 2025 roku został wybrany Prezesem Ruchu Narodowego.

## Poglądy
Roman Bäcker określił jego poglądy mianem fundamentalistycznych. Wobec określania przez komentatorów Ruchu Narodowego mianem partii skrajnie prawicowej, odrzucił to miano, wskazując, że partia chce się pozycjonować jako reprezentująca wartości narodowo-konserwatywne. Sam określił siebie mianem narodowego demokraty, natomiast partia której przewodniczy uznaje się za kontynuatora myśli Romana Dmowskiego.
Sprzeciwia się masowej (także legalnej) imigracji do Polski oraz unijnemu paktowi migracyjnemu. Wskazywał na konieczność ograniczenia liczby imigrantów do niskiego poziomu oraz wyraźnej dominacji Polaków w liczbie ludności Polski. Krytykował politykę migracyjną rządu Prawa i Sprawiedliwości, polegającą na przyjmowaniu imigrantów z części Azji oraz z Ameryki Południowej. Wobec rosnącego zagrożenia nielegalną migracją, poparł zamknięcie polskich granic, deportowanie osób nielegalnie przebywających na terenie RP oraz naruszających prawo i zagrażających bezpieczeństwu publicznemu. Wskazał na konieczność nieprzedłużania zezwoleń na pobyt osobom pochodzącym z obcych kręgów kulturowych oraz usprawnienia procedur deportacyjnych wobec osób, które przebywają na terytorium Polski nielegalnie, po zakończeniu ważności wizy. Był jednym z organizatorów protestów przeciwko masowej imigracji w lipcu 2025 roku. 
Wyklucza możliwość dokonania aborcji w każdym przypadku poza sytuacją zagrożenia życia matki, w której to dopuszcza on śmierć dziecka poczętego, aby ratować życie kobiety (zgodnie z zasadą podwójnego skutku). Po wyroku Trybunału Konstytucyjnego z 2020 roku, wobec którego doszło do masowych protestów, wskazał, że „dzieci niezdolne do życia, zgodnie z Kartą Praw Pacjenta, mają prawo do godnej śmierci”, owo prawo do śmierci miało obejmować odejście „bez bólu i śmierci w obecności bliskich, gdzie uszanowana jest godność człowieka”.
Zdecydowanie sprzeciwia się możliwości wprowadzenia małżeństw osób tej samej płci, idei związków partnerskich i możliwości adopcji dzieci przez pary osób tej samej płci. Jednym z postulatów umieszczonych w programie wyborczym przed wyborami prezydenckimi była konstytucyjna ochrona dwóch płci. Przedstawił naukowo obalone tezy, według których homoseksualność może być nabyta, a w związkach jednopłciowych częściej niż w heteroseksualnych dochodzi do molestowania seksualnego dzieci. W 2005 powiedział: „pederastia nie jest normalna, to zaburzenie”. W 2020 roku natomiast określił homoseksualizm praktykowany mianem „błędnej drogi życia”, wskazując, że sama orientacja seksualna nie może być powodem odrzucenia człowieka. Zapytany o to, co by zrobił, gdyby okazało się, że jego dziecko ma skłonności homoseksualne, wskazał, że są one „problemem, ale swoje dziecko trzeba kochać, wspierać i szanować”.
Powielił sprzeczną z teorią heliocentryczną tezę, jakoby nie istniały żadne dowody na krążenie Ziemi wokół Słońca. 

## Życie prywatne
Urodził się w Zielonej Górze, zamieszkał w Warszawie. Jego matka Alicja została nauczycielką, ojciec Ryszard zajął się prowadzeniem przedsiębiorstwa poligraficznego w Zielonej Górze, a brat Marek pracował jako dyrektor w międzynarodowym przedsiębiorstwie pożyczkowym – Vivus.
Krzysztof Bosak w lutym 2020 zawarł związek małżeński z Kariną Walinowicz – prawniczką, analityczką oraz koordynatorką Centrum Wolności Religijnej Instytutu na rzecz Kultury Prawnej Ordo Iuris. Ma troje dzieci: Artura Maksymiliana (ur. 2020), Daniela Ksawerego (ur. 2022) i Emilię Marię (ur. 2023). W sierpniu 2025 roku do wiadomości publicznej została przekazana informacja, że Karina i Krzysztof Bosakowie spodziewają się kolejnego dziecka.

## Wyniki wyborcze
| Wybory | Komitet wyborczy | Komitet wyborczy                                | Organ                                        | Okręg                               | Wynik             |
| ------ | ---------------- | ----------------------------------------------- | -------------------------------------------- | ----------------------------------- | ----------------- |
| 2002   |                  | Liga Polskich Rodzin                            | Sejmik Województwa Lubuskiego II kadencji    | nr 4                                | 1221 (2,21%)      |
| 2005   | Sejm V kadencji  | Liga Polskich Rodzin                            | nr 8                                         | 3764 (1,39%)                        |                   |
| 2007   | Sejm VI kadencji | Liga Polskich Rodzin                            | nr 8                                         | 2704 (0,69%)                        |                   |
| 2014   |                  | Ruch Narodowy                                   | Parlament Europejski VIII kadencji           | nr 4                                | 9952 (1,30%)      |
| 2014   |                  | KWW Warszawa Dla Rodziny                        | Rada m.st. Warszawy                          | nr 4                                | 509 (1,18%)       |
| 2014   |                  | Ruch Narodowy                                   | Senat VIII kadencji                          | nr 47                               | 1082 (6,42%)      |
| 2015   |                  | KWW Nowej Prawicy i Ruchu Narodowego            | Prezydent Miasta Zielona Góra                | Prezydent Miasta Zielona Góra       | 1716 (4,45%)      |
| 2018   |                  | Ruch Narodowy                                   | Sejmik Województwa Mazowieckiego VI kadencji | nr 7                                | 6189 (1,29%)      |
| 2019   |                  | Konfederacja KORWiN Braun Liroy Narodowcy       | Parlament Europejski IX kadencji             | nr 4                                | 39 996 (2,89%)    |
| 2019   |                  | Konfederacja Wolność i Niepodległość            | Sejm IX kadencji                             | nr 33                               | 22 158 (3,89%)    |
| 2020   |                  | KW Kandydata na Prezydenta RP Krzysztofa Bosaka | Prezydent Rzeczypospolitej Polskiej          | Prezydent Rzeczypospolitej Polskiej | 1 317 380 (6,78%) |
| 2023   |                  | Konfederacja Wolność i Niepodległość            | Sejm X kadencji                              | nr 24                               | 44 902 (7,37%)    |